# Emmanuel Fernandes Francou
Emmanuel Fernandes Francou (Buenos Aires, Argentina; 31 de enero de 1986) es un futbolista argentino. Juega de delantero en Sarmiento de La Banda del Torneo Federal B.

## Trayectoria
Fernandes Francou comenzó su carrera en el Club Atlético Vélez Sársfield, después de convertirse en el máximo goleador de todos los tiempos en las divisiones juveniles del club de Liniers, anotando un total de 118 goles. Al no poder encontrar un puesto en el primer equipo, fue cedido al Club Olimpia de Paraguay. Luego, al volver del préstamo, fue cedido también al Club Atlético Talleres de Córdoba y al Club Atlético Gimnasia y Esgrima de Jujuy, ambos clubes de la segunda división argentina.
El delantero fue liberado de su contrato con Vélez en 2010. Francou jugó para el Asteras Tripolis FC de la Super Liga de Grecia. En septiembre de 2012, firmó en el AEL 1964 FC como agente libre con el fin de ayudar al equipo más grande de Grecia para volver a la Super Liga.
A mediados de 2013, arribó al Club Atlético Nueva Chicago de la Primera B Metropolitana, tercera división de Argentina. Disputó 16 partidos sin convertir goles. Su equipo fue el campeón del torneo logrando el ascenso a la Primera B Nacional.
Actualmente milita en Independiente de Chivilcoy jugando el Federal A.

## Estadísticas
| Club                        | País      | Año             |
| --------------------------- | --------- | --------------- |
| Vélez Sársfield             | Argentina | 2005 - 2008     |
| Olimpia                     | Paraguay  | 2008            |
| Talleres                    | Argentina | 2009            |
| Gimnasia y Esgrima de Jujuy | Argentina | 2009 - 2010     |
| Asteras Tripolis FC         | Grecia    | 2010 - 2012     |
| AEL 1964                    | Grecia    | 2012 - 2013     |
| Nueva Chicago               | Argentina | 2013 - 2014     |
| Agropecuario Argentino      | Argentina | 2014 - 2015     |
| Independiente de Chivilcoy  | Argentina | 2015            |
| Central Córdoba             | Argentina | 2016 - 2017     |
| Ferro Carril Oeste          | Argentina | 2023 - Presente |

| Club                                                             | Partidos | Goles | Prom. · |
| ---------------------------------------------------------------- | -------- | ----- | ------- |
| Vélez Sársfield                                                  | 25       | 2     | 0,08    |
| Olimpia                                                          | 4        | 2     | 0,50    |
| Talleres                                                         | 15       | 3     | 0,20    |
| Gimnasia y Esgrima de Jujuy                                      | 26       | 4     | 0,15    |
| Asteras Tripolis FC                                              | 35       | 3     | 0,09    |
| AEL 1964                                                         | 11       | 2     | 0,18    |
| Nueva Chicago                                                    | 16       | 0     | 0,00    |
| Total                                                            | 132      | 16    | 0,12    |
| Última actualización: Nueva Chicago vs. Comunicaciones, 24.05.14 |          |       |         |

## Palmarés
| Club          | Campeonato      | País      | Año         |
| ------------- | --------------- | --------- | ----------- |
| Nueva Chicago | B Metropolitana | Argentina | 2013 - 2014 |